# 1973 (bài hát)
1973 là đĩa đơn đầu tiên nằm trong album "All the lost souls" của nhạc sĩ, ca sĩ người Anh James Blunt. Các bài hát trong đĩa đơn do Mark Batson và James Blunt cùng nhau sáng tác. "1973" được Blunt trình bài đầu tiên vào mùa thu năm 2006 trong tour lưu diễn của anh Bắc Mỹ. Đĩa đơn đạt vị trí thứ 4 trên UK Singles Chart.